# Miodrag Đukić
Miodrag Đukić (serbisch-kyrillisch Миодраг Ђукић; * 1938 in Prokuplje; † 30. Juni 2010) war ein serbischer Schriftsteller, Dramaturg und Politiker.

## Biografie
Nach dem Schulbesuch studierte er Dramaturgie an der Akademie für Theater, Film, Radio und Fernsehen (Akademija za Pozorište, Film, Radio i Televiziju) in Belgrad und schloss dieses Studium mit einem Diplom ab. Später war er Präsident der Gemeinschaft für Kultur- und Bildungswissenschaften von Belgrad sowie Direktor des Verlags  Prosveta. Viele Jahre lang war er als Direktor des Serbischen Museums für Theaterkunst (Muzeja Pozorišne Umetnosti Srbije) tätig.
Đukić war auch Autor zahlreicher Theaterstücke und gab sein Debüt als Autor 1968 mit dem Drama Strip-tiz kod Džakera im Akademischen Theater Branko Krsmanović. Für sein 1971 beim Wettbewerb des Nationaltheaters uraufgeführtes Theaterstück Potraživanje u motelu (Forderungen im Motel) erhielt er den Ersten Preis des Wettbewerbs. Sein bekanntestes Drama Aleksandar (Alexander) feierte Premiere im Jugoslawischen Dramatischen Theater, während Kiseonik (Oxygen) an den Theatern in Niš und Zrenjanin erstmals aufgeführt wurde. Mit Krtičnjak (Maulwurfshügel) wurde ein weiteres Drama im Belgrader Nationaltheater uraufgeführt. Neben Hörspielfassungen für das Radio erschienen seine Texte auch in der Theaterzeitschrift Teatron sowie in der Edition Savremena srpska drama (Zeitgenössische serbische Dramen).
Im Kabinett von Radoman Božović (23. Dezember 1991 bis 10. Februar 1993) war er Kulturminister von Serbien.